# Walter Edward Davidson
Pour les articles homonymes, voir Walter Davidson et Davidson.
Edward Walter Davidson (Killyleagh, 20 avril 1859 - Sydney, 16 septembre 1923) était un gouverneur colonial britannique qui fut le vingt-cinquième gouverneur de Nouvelle-Galles du Sud. 

## Biographie
Davidson est diplômé du Christ's College à Cambridge. En 1880, Davidson fut envoyé à Ceylan où il occupa plusieurs postes, dont celui de maire de Colombo. En 1901, il se rendit au Transvaal puis fut nommé gouverneur des Seychelles de 1904 à 1912, puis en 1913 gouverneur de Terre-Neuve. 
Pendant qu'il était gouverneur de Terre-Neuve et président de l'Association patriotique de Terre-Neuve, Davidson contribua directement à l'effort militaire de Terre-Neuve. Il quitta Terre-Neuve pour la Nouvelle-Galles du Sud et devint gouverneur de Nouvelle-Galles du Sud à partir de 18 février 1918 jusqu'à sa mort le 15 septembre 1923. 

## Hommages
La Davidson High School créée en 1972 porte son nom.